# Joan Vallvé i Ribera
Joan Maria Vallvé i Ribera (Barcelona, 29 de setembre de 1940) és un enginyer industrial i polític català.

## Biografia
És enginyer industrial per l'ETSEIB de la Universitat Politècnica de Catalunya a Barcelona, diplomat en administració d'empreses per l'Escola d'Administració d'Empreses de Barcelona. Ha estat membre del Cos d'Enginyers Industrials al servei del Ministeri d'Indústria d'Espanya. De 1964 a 1975 treballà com a enginyer a l'empresa Metales y Platería, SA, mentre que de 1975 a 1980 fou enginyer del ministeri a Barcelona i a Lleida. De 1974 a 1980 va ser vocal del comitè executiu de la Fira de Barcelona.
A les eleccions al Parlament de Catalunya de 1980 fou elegit diputat per la circumscripció de Lleida, i a les de 1984 per la de Barcelona. Va ser secretari general del Departament d'Indústria i Energia de la Generalitat de Catalunya (1980-1984), conseller d'Agricultura, Ramaderia i Pesca (1989-1992) i comissionat per a Actuacions Exteriors (1992-1994).
Del 1994 al 1999 fou diputat al Parlament Europeu per la coalició CiU, PSM-Nacionalistes de Menorca i Bloc Nacionalista Valencià, novament del 2002 al 2004 en substitució de Pere Esteve, i del 1996 al 2004 fou president de l'Associació de Regions Frontereres Europees (ARFE).
Del 2006 al 2007 va ser el president de l'Associació d'Enginyers Industrials de Catalunya. Actualment és el degà del Col·legi d'Enginyers Industrials de Catalunya. El 2009 va tornar al Parlament Europeu en substitució d'Ignasi Guardans.
També és vicepresident del Club Natació Barcelona, càrrec que desenvolupa des de principis del 2008. El 2015 es va incorporar a la junta d'Òmnium Cultural sota la presidència de Jordi Cuixart. El 2022 va continuar a la junta presidida per Xavier Antich.

## Obres
- Des del Parlament (1980), recull d'articles a Avui, La Vanguardia i Segre.